# Danh sách một số trống đồng Đông Sơn nổi tiếng

## Danh sách
Đây là danh sách một số trống đồng Đông Sơn loại lớn và loại trung bình quen thuộc nhất đã phát hiện được.
| Thứ tự | Tên trống   | Kích thước                        | Lai lịch sơ lược | Nơi lưu giữ                     | Ghi chú                                        |
| ------ | ----------- | --------------------------------- | --- | ------------------------------- | ---------------------------------------------- |
| 1      | Ngọc Lũ 1   | Đường kính: 79 cm, cao:63 cm      | Do nhân dân làng Ngọc Lũ (Bình Lục, Hà Nam) đào được, tìm ở độ sâu 2 m. Năm 1902 trống được đem về nhà Bác Cổ Viễn Đông ở Hà Nội                                     | Viện bảo tàng Lịch sử Việt Nam  |                                                |
| 2      | Hoàng Hạ    | Đường kính: 79 cm, cao: 61,5 cm   | Do nhân dân làng Hoàng Hạ (Hà Đông) đào được, tìm ở độ sâu 1,5 m vào tháng 3 năm 1937.                                                                               | Viện bảo tàng Lịch sử Việt Nam  |                                                |
| 3      | Sông Đà     | Đường kính: 78 cm, cao: 61 cm     | Phó sứ Moulié đã lấy về và sau đó trống được trưng bày ở triển lãm Paris năm 1889                                                                                    | Bảo tàng Guimet, Pháp           | Còn gọi là trống Moulié                        |
| 4      | Khai Hóa    | Đường kính: 65 cm, cao: 53 cm     | Trống được tìm thấy ở nhà tù trưởng người Mèo phủ Khai Hóa, tỉnh Vân Nam, Trung Quốc, sau đó đã bán cho Bảo tàng Viên nước Áo                                        | Bảo tàng Dân tộc học Vienna, Áo | Còn gọi là trống Bắc kỳ Gilet I hay trống Viên |
| 5      | Bản Thôm    | Đường kính: 57 cm, cao: 37,5 cm   | Do nhân dân bản Thôm (Thuận Châu, Sơn La) tìm được năm 1957 | Sở văn hóa Tây Bắc              |                                                |
| 6      | Quảng Xương | Đường kính: 36,5 cm, cao: 29 cm   | Do Pajot mua ở huyện Quảng Xương, Thanh Hóa rồi bán cho Nhà Bác cổ Viễn Đông Hà Nội tháng 4 năm 1934                                                                 | Viện bảo tàng Lịch sử Việt Nam  |                                                |
| 7      | Miếu Môn    | Đường kính: 72 cm, cao: 48 cm     | Viện bảo tàng Lịch sử Việt Nam mua tại thôn Hoành (Miếu Môn) (Mỹ Đức, Hà Tây) tháng 12 năm 1961                                                                      | Viện bảo tàng Lịch sử Việt Nam  | Còn gọi là trống Thượng Lâm                    |
| 8      | Vũ Bị       | Đường kính: 72,5 cm, cao: 60 cm   | Do nhân dân thôn Vũ Bị (nay là Đại Vũ) (Bình Lục, Hà Nam) đào được ở cánh đồng Mạc năm 1969                                                                          | Ty văn hoá Nam Hà               |                                                |
| 9      | Đồi Ro      | Đường kính: 43 cm, cao: 33 cm     | Công nhân công trường thủy lợi Hang Cả đào được ở độ sâu 1,6 m trong lòng đất tạo Đồi Ro, xóm An Thịnh, xã long Sơn, huyện Lương Sơn, tỉnh Hòa Bình tháng 4 năm 1966 | Viện bảo tàng Lịch sử Việt Nam  |                                                |
| 10     | Làng Vạc I  | Đường kính: 37,7 cm, cao: 27,8 cm | Do nhân dân tìm được tại Làng Vạc huyện Nghĩa Đàn tỉnh Nghệ An tháng 3 năm 1972                                                                                      | Ty văn hoá Nghệ An              |                                                |
| 11     | Làng Vạc II | Đường kính: 34,5 cm, cao: 25,6 cm | Do Viện khảo cổ và Ty văn hoá Nghệ An tìm được trong khu mộ cổ Làng Vạc (Nghĩa Đàn, Nghệ An) năm 1973                                                                | Ty văn hoá Nghệ An              |                                                |
| 12     | Pha Long    | Đường kính: 73 cm, cao: (?) cm    | Do ông Giàng Xuân sưu tầm được tại Pha Long (Mường Khương, Lào Cai) năm 1956                                                                                         | Ty văn hoá Lào Cai              | Còn có tên là trống Bản Lầu                    |
| 13     | Phú Xuyên   | Đường kính: 53 cm, cao: 42 cm     | Của vợ goá Phạm Phú Lợi, tri huyện Phú Xuyên, Hà Tây và Andersen mua về Thụy Điển                                                                                    | Bảo tàng Stockhom Thuỵ Điển     | Còn có tên là trống Hà Nội ở Bảo tàng Stockhom |